# 訃報 1980年7月
訃報 1980年7月（ふほう 1980ねん7がつ）では、1980年（昭和55年）7月中に物故した、又は物故が報じられた人物についてまとめる。

## （1日 - 15日）

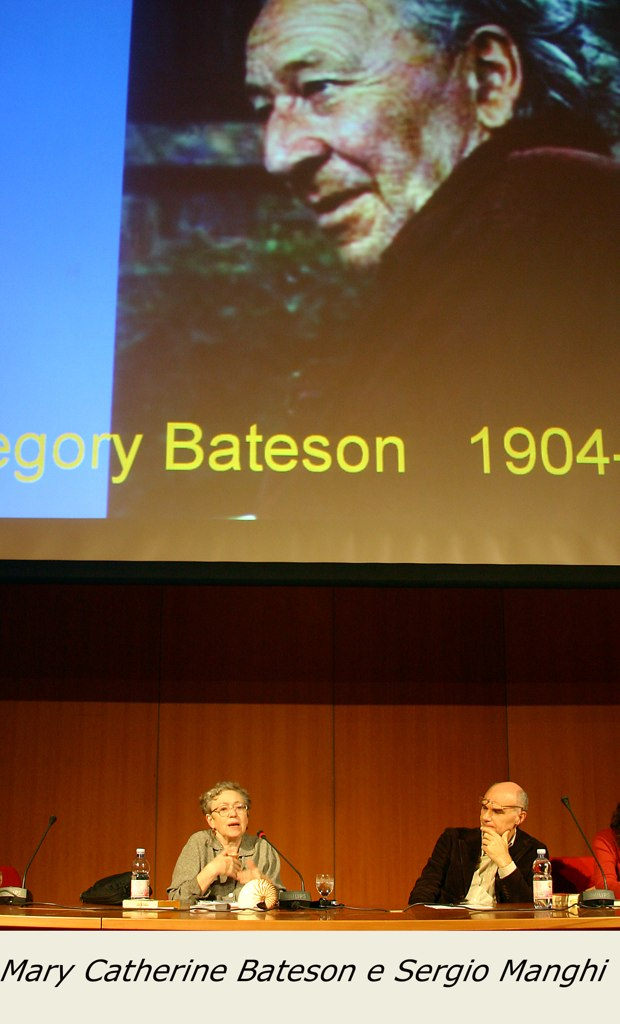
グレゴリー・ベイトソン（上）／7月4日没

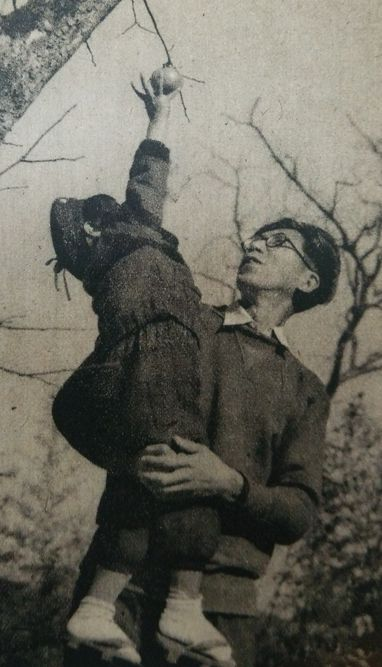
多田裕計／7月8日没

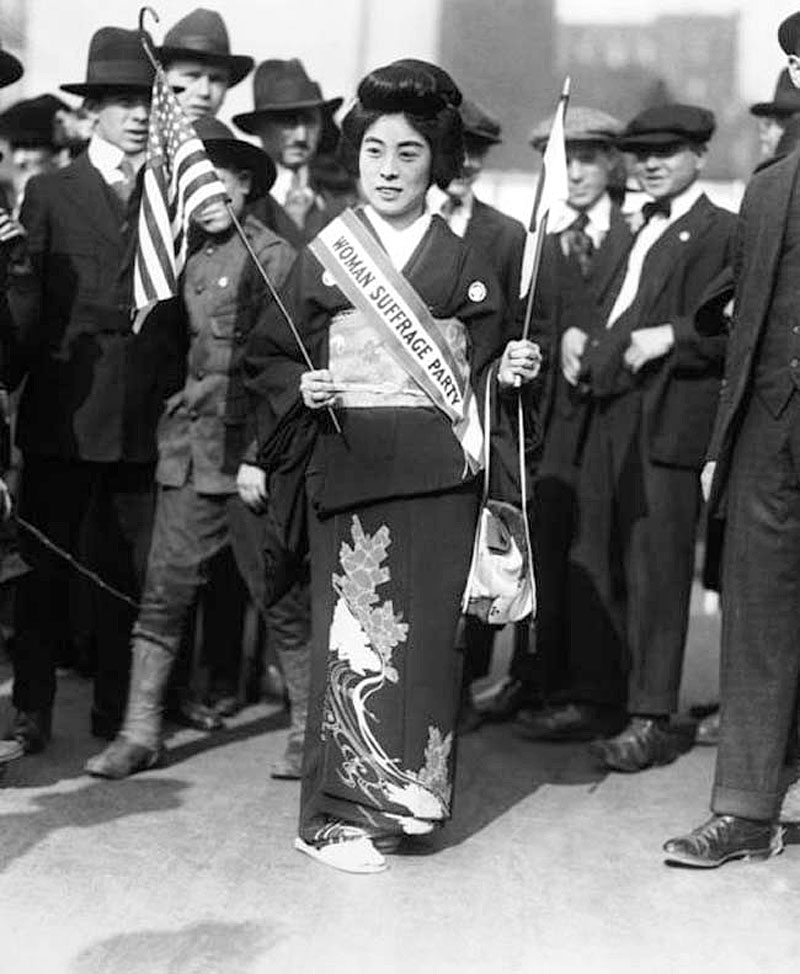
木村駒子／7月10日没

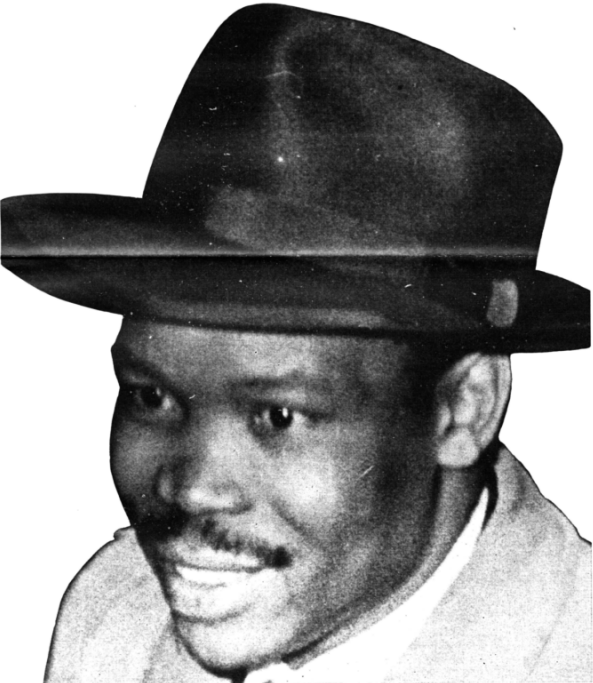
セレツェ・カーマ／7月13日没

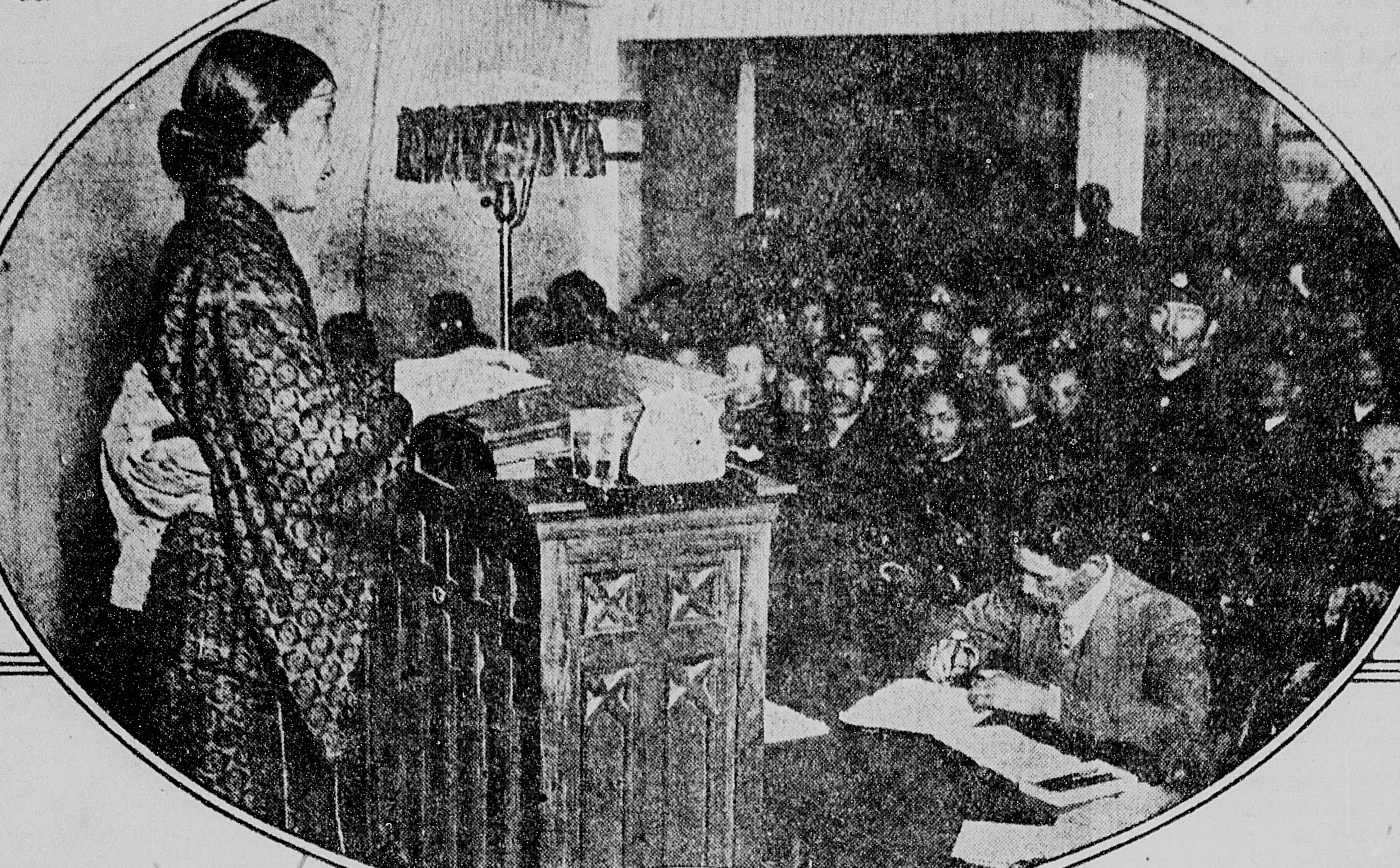
九津見房子（左）／7月15日没

- 7月4日 - グレゴリー・ベイトソン、研究者（* 1904年）
- 7月8日 - 多田裕計、小説家・俳人（* 1912年）
- 7月10日 - 木村駒子、女優・フェミニスト（* 1887年）
- 7月13日 - セレツェ・カーマ、ボツワナ共和国初代大統領（* 1921年）
- 7月14日 - 茂木草介、脚本家（* 1910年）
- 7月14日 - 南洋一郎、小説家（* 1893年）
- 7月15日 - 九津見房子、キリスト教社会主義者（* 1890年）

## （16日 - 31日）

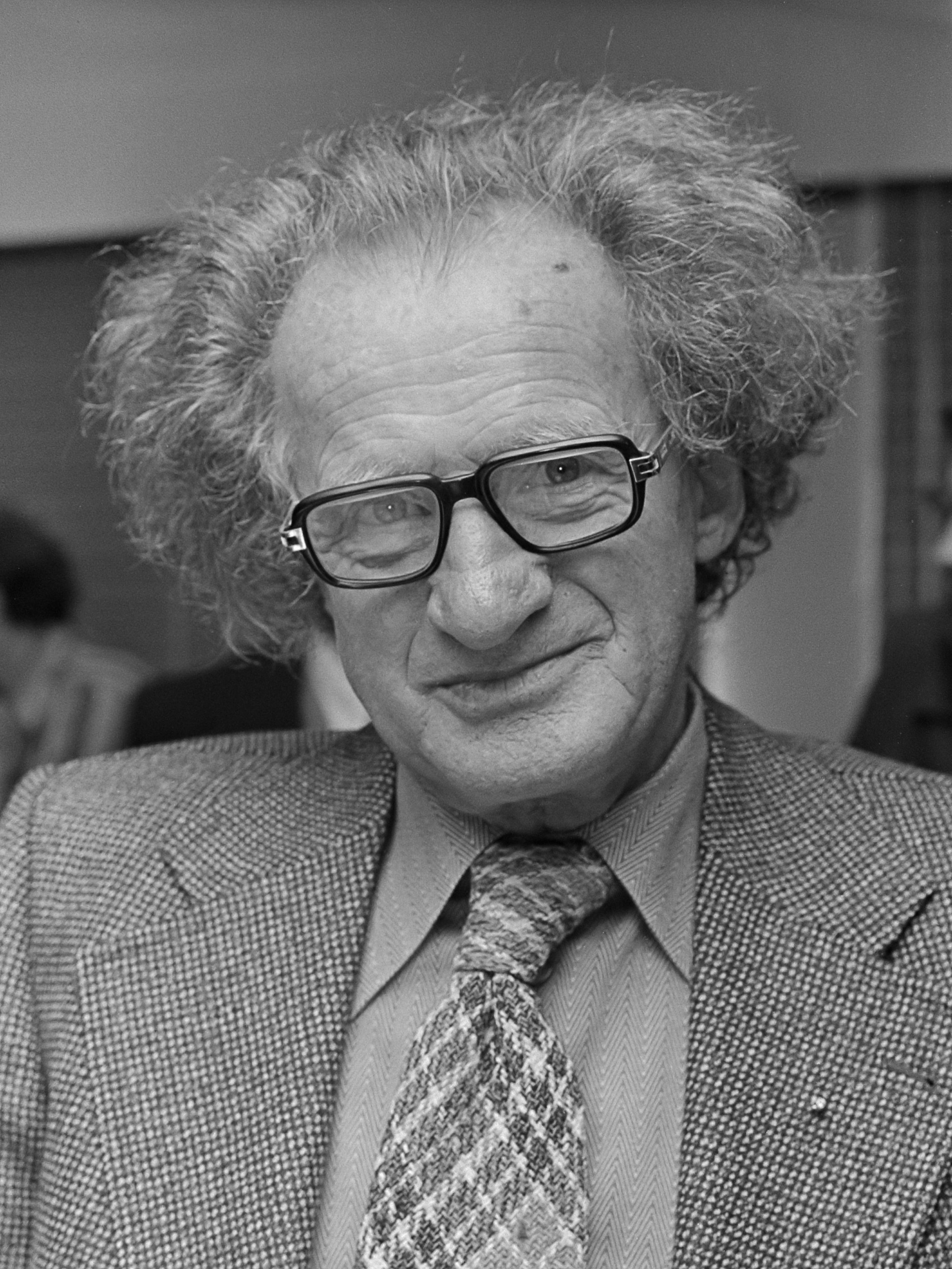
ジェラール・クロワゼ ／7月20日没

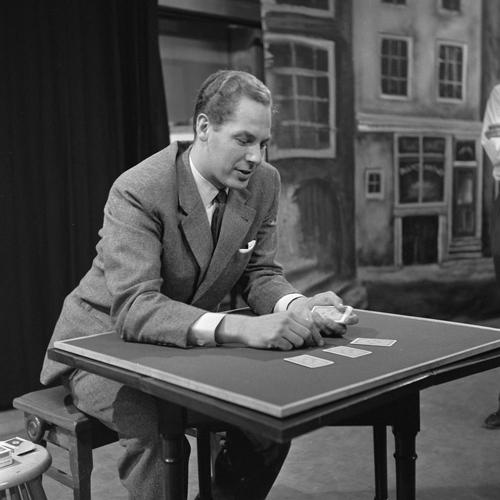
フレッド・カップス ／7月22日没

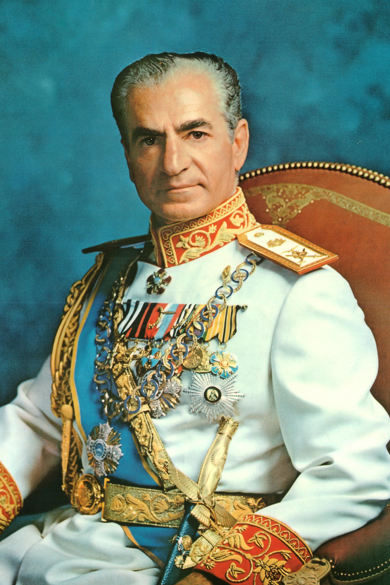
パーレビ国王 ／7月27日没

- 7月19日 - ハンス・モーゲンソウ、国際政治学者（* 1904年）
- 7月20日 - ジェラール・クロワゼ　自称超能力者（* 1909年）
- 7月21日 - 江上トミ、料理研究家（* 1899年）
- 7月22日 - フレッド・カップス、奇術師（* 1926年）
- 7月27日 - パーレビ国王、パフラヴィー朝第2代イラン国王（* 1919年）
- 7月29日 - 木部シゲノ、女性パイロット（* 1903年）